# Альбертини, Ипполит Франческо
Ипполит Франческо Альбертини (итал. Ippolito Francesco Albertini; 26 октября 1662, Кревалькоре, Эмилия-Романья — 26 марта 1738, Болонья) — итальянский учёный, медик, врач, анатом, педагог, профессор Болонского университета.

## Биография
Изучал философию и медицину в Болонском университете. Ученик Марчелло Мальпиги и Джованни Андреа Вольпари. С 1688 года работал под их руководством ассистентом в госпитале Санта-Мария-делла-Морте.
Альбертини связал лёгочную водянку, отёк легких с сердечными заболеваниями. Разделил кардиальные расширения на «аневризматические» и «варикозные кардиальные расширения» по аналогии с соответствующими заболеваниями крупных сосудов.
Особое внимание уделял изучению болезней сердца, один из первых, выступил с диагнозом, основанным на выслушивании больного. Вместе с Антонио Вальсальвой разработал 40-дневный отдых и лечение голоданием для предотвращения и лечения начала сердечной недостаточности («активные аневризмы сердца»), которая была инициирована чрезмерным кровопусканием. В XIX веке Жан-Николя Корвизар прописал это лечение для «предотвращения аневризм» .
Его сочинение «Animadversiones super quibusdam difficilis respirationis vitiis à laesa cordis et praecordiorum structura pendentibus» (1726, изданное вновь в 1828 Ромбергом в «H. F. Albertini Opuscula») считается основою, на которой построили затем новые положения о болезнях сердца Д. Б. Морганьи, Корвизар и Леннек.